# Henry A. Alviani
Henry A. „Hank“ Alviani (* 15. Juni 1949 in Burbank) ist ein US-amerikanischer Komponist, Chordirigent und Musikpädagoge.
Alviani studierte Musikpädagogik am Mount St. Mary's College in Los Angeles, Chorleitung an der California State University in Fullerton (Mastergrad) und Chormusik an der Arizona State University (Doktorgrad). Zu seinen Lehrern zählten Paul Salamunovich, Howard Swan und Douglas McEwen. Zweimal trat er mit Helmuth Rilling beim Oregon Bach Festival auf, einmal als Mitglied von dessen Meisterklasse.
Er leitete dann zwölf Jahre lang Schulchöre an Highschools in Südkalifornien, unterrichtete ab 1993 Gesang, Chorleitung, Musiktheorie und -geschichte an Colleges in Texas und Wisconsin und wurde 2003 Direktor für Chormusik an der Clarion University. Er komponierte Chorwerke und veröffentlichte ein A „How-To“ Owner's Manual for Vocal Students and Teachers.